# 군법무관의 보수에 관한 행정입법부작위 사건
군법무관의 보수에 관한 행정입법부작위 사건(2004.2.26. 2001헌마718 [위헌확인])은 유명한 대한민국 헌법재판소 판례이다.

## 사실관계
군법무관임용시험 혹은 사법시험에 합격한 후 현재 군법무관으로 근무중인 청구인들은 군법무관의 봉급을 검사에 준하여 지급하도록 시행령을 제정할 의무가 대통령에게 있는데 이행하지 아니함으로써 자신들의 행복추구권, 평등권, 직업선택의 자유, 재산권을 침해하고 있다면서 헌법소원을 청구하였다.

## 해당조문
군법무관임용등에관한법률 제6조 [군법무관의 보수] 군법무관의 봉급과 그밖의 보수는 법관 및 검사의 예에 준하여 대통령령으로 정한다.

## 이유
행정과 사법은 법률에 기속되므로, 국회가 특정한 사항에 대하여 행정부에 위임하였음에도 불구하고 행정부가 정당한 이유 없이 이를 이행하지 않는다면 권력분립의 원칙과 법치국가 내지 법치행정의 원칙에 위배되는 것이다. 따라서 이 사건과 같이 군법무관의 보수의 지급에 관하여 대통령령을 제정하여야 하는 것은 헌법에서 유래하는 작위의무를 구성한다.
입법부작위 상태로 있는 기간을 구법 당시부터 기산할 것인지, 신법 시행 후부터 볼 것인지가 문제된다. 시행령 제정의무의 측면에서 보면 그 불이행기간은 구법과 신법 시행시의 기간을 합쳐서 보아야 할 것이다. 구법 시행기간동안인 약 34년간과 신법 시행기간인 약 3년간 입법부작위의 상태가 지속되어 있다.
행정부가 위임입법에 따른시행명령을 제정하지 않거나 개정하지 않은 것에 정당한 이유가 있었다면 그런 경우에는 헌법재판소가 위헌확인을 할 수는 없을 것이다. 그런데 그러한 정당한이유가 인정되기 위해서는 그 위임입법 자체가 헌법에 위반된다는 것이 누가 보아도 명백하거나, 위임입법에 따른 행정입법의 제정이나 개정이 당시 실시되고 있는 전체적인 법질서체계와 조화되지 아니하여 그 위임입법에 따른 행정입법 의무의 이행이 오히려 헌법질서를 파피하는 결과를 가져음이 명백할 정도는 되어야 할 것이다. 그런데 군법무관 직무의 특수성을 고려할 때 위 규정이 입법자의 입법형성의 헌법적 한계를 벗어난 것이라고도 볼 수 없으며， 청구인들도 위 규정이 합헌이라고 전제하여 이 사건 청구를 하고 있다.
‘예산상의 제약’도, 정부가 법률에 근거하여 군법무관의 보수를 상향조정하는 예산안을 편성하게 되면， 예산의 심의.확정권을 가진 국회는 이를 거부할 수 없을 것이므로 위와 같은 이유 들은 모두 입법부작위의 정당한 사유가 될 수 없다. (4) 통상 상위법령을 시행하기 위하여 하위법령을 제정하거나 필요한 조치를 함에 있어서는 상당한 기간을 필요로 하며 합리적인 기간 내의 지체를 위헌적인 부작위로 볼 수 없지만， 이 사건의 경우 구법 조항이 신설된 때로부터 현재까지 약 37년 간 행정입법 부작위의 상태가 지속되고 있다. 이러한 기간은 합리적인 기간내의 지체라고 볼 수 없다.

### 침해되는 기본권
법조항들은 군법무관의 보수의 내용을 법률로써 일차적으로 형성한 것이고, 이 법률들에 의하여 상당한 수준의 보수(급료)청구권이 인정된다. 따라서 입법부작위는 재산권을 침해한다.

## 참고 문헌
- 입법부작위 위헌확인 전원재판부 2001헌마718, 2004.2.26
- p 824~826, 정회철, 헌법중요판례200, 여산, 2013.

## 같이 보기
- 군법무관
- 입법부작위
- 재산권